# 特紹洛戈大區
9°35′N 5°11′W / 9.583°N 5.183°W
特紹洛戈大區（法語：Tchologo），是科特迪瓦的31個大區之一，位於該國北部，由薩瓦內區負責管轄，首府設於費爾凱塞杜古，始建於2011年，面積17,728平方公里，2014年人口467,958，人口密度每平方公里26人。